# Elección de alcalde de Rancagua de 2008
Las Elecciones municipales en Rancagua de 2008 tuvieron lugar el domingo 26 de octubre de dicho año. El padrón electoral de la comuna llegó en estas elecciones a contemplar 105.895 personas habilitadas para sufragar. Sin embargo, los votos efectivos fueron 93.997, llegando la abstención a un 11,24%.

## Candidaturas
En estas elecciones se enfrentaron cuatro candidaturas a alcaldes, de las coaliciones tradicionales: Concertación Democrática y Alianza por Chile, la candidatura del Juntos Podemos Más, que buscó un acuerdo por omisión con la Concertación pero tras no lograrlo inscribe candidatura a alcalde y complica la opción del oficialismo y se sumó la candidatura de los díscolos de la Concertación que únicos en el pacto Por un Chile Limpio llevan como candidato a Alcalde a un exedil de la misma Concertación, complicando severamente el escenario a Carlos Arellano, candidato a la reelección.

### Alianza
La Alianza en su conjunto, estableció el 11 de julio de 2008 que la candidatura oficial de su pacto sería Eduardo Soto Romero (UDI), terminando con las especulaciones que el exedil Pedro Hernández Garrido (UDI) buscaba el espacio para la reelección.

### Concertación Democrática
En ejercicio del cargo de Alcalde, el demócrata cristiano Carlos Arellano Baeza logra la nominación oficial para la reelección de parte de la Concertación de Partidos por la Democracia, la cual, a nivel de concejales estableció asistir a los comicios bajo la fórmula de dos listas paralelas, pero uniéndose en un solo candidato a Alcalde.
Así, el entonces alcalde se convierte nuevamente en el abanderado de su colectividad la Democracia Cristiana, junto al Partido Socialista, al Partido por la Democracia y al Partido Radical Socialdemócrata.

### Juntos Podemos Más
El pacto de la izquierda extraparlamentaria, compuesto por el Partido Humanista, el Partido Comunista y la Izquierda Cristiana, tras varias negociaciones con la Concertación para lograr un acuerdo de cupos alcaldicios por omisión, para así beneficiarise ambas coaliciones, deciden levantar la candidatura de Hernán Lagos Oyarzún, militante del Partido Comunista e ingeniero comercial que había criticado duramente la gestión del edil Carlos Arellano.

### Por un Chile Limpio
Los "díscolos" que alieron de tiendas de la Concertación formaron nuevas colectividades políticas. Los que salieron de la Democracia Cristiana se integraron al Partido Regionalista de los Independientes, dirigidos por el senador Adolfo Zaldívar y la diputada Alejandra Sepúlveda. Por su parte, el senador Fernando Flores y el diputado Esteban Valenzuela Van Treek salieron del PPD para formar Chileprimero.
Así, el PRI y CH1 deciden generar un pacto denominado Por un Chile Limpio, para las acudir a estas elecciones municipales. El PRI, con escasa presencia en la capital comunal ceden el cupo alcaldicio a CH1, decidiendo llevar como candidato al ex Gobernador de Cardenal Caro, Hernán San Martín.
Sin embargo, el hermano del diputado Esteban Valenzuela y también ex Alcalde de Rancagua, Darío Valenzuela Van Treek (1996-2000), tras haber fracasado en el intento de recolectar firmas para inscribir una candidatura como independiente, recibe el apoyo de ecologistas, el PRI y CH1, bajando entonces la candidatura de San Martín para beneficiar la opción del exedil.

## Controversias de la campaña
La disputa mediática se centró en los ataques que el edil Carlos Arellano, candidato a la reelección representando a la Concertación Democrática, debió recibir de parte de dos frentes: la candidatura del Partido Comunista, donde Hernán Lagos criticaba la falta de participación de la gestión anterior.
Sin embargo, la candidatura de Darío Valenzuela se tornó una campaña personal. Se generaron controversias por la utilización de un espacio publicitario por parte del candidato díscolo, justo frente al edificio municipal en plena Plaza de Los Héroes de Rancagua. El alcalde Carlos Arellano decidió hacer cumplir la ordenanza y eliminar las estructuras ilegales de publicidad de la ciudad, hecho que por lo demás nunca ocurrió, pero el candidato de CH1 debió retirar su propaganda.
A raíz de estas disputas personales en la prensa, sumado a que los tres candidatos buscan el mismo electorado de izquierda progresista, la opción del alcalde Carlos Arellano se complicó y el candidato de la Alianza por Chile, Eduardo Soto, pudo imponerse, aunque lo hizo solo con un 44,10% frente al 40,30% que obtuvo el candidato oficialista.

## Resultados
De acuerdo al orden de la papeleta electoral:
|  | 9,76 % |

|  | 40,30 % |

|  | 5,84 % |

|  | 44,10 % |